# Корначовка
Корначовка (укр. Корначівка) — село в Ярмолинецком районе Хмельницкой области Украины.
Население по переписи 2001 года составляло 390 человек. Почтовый индекс — 32164. Телефонный код — 3853. Занимает площадь 1,588 км². Код КОАТУУ — 6825885602.

## Местный совет
32164, Хмельницкая обл., Ярмолинецкий р-н, с. Проскуровка

## Известные жители и уроженцы
- Станислав Широкорадюк (род. 1956) — католический епископ одесско-симферопольский.
- Павел Гончарук (род. 1978) — католический епископ харьковско-запорожский.